# 舞姫 〜ディーヴァ〜
『舞姫 〜ディーヴァ〜』（まいひめ ディーヴァ）は、ビッグコミックスペリオールで2006年から2008年第7号まで連載された倉科遼・作、大石知征・画の漫画。
2011年にオリジナルビデオ化、2022年に舞台化がされた。

## ストーリー
女子高生・柊舞は大規模キャバクラグループ「柊グループ」の令嬢だったが、ある日このグループをIT企業「ヴァリュー・クリエイション」によって買収されてしまう。さらに、舞を男手ひとつで育ててくれた父親が突然亡くなってしまい、舞の生活は一変してしまう。そこで舞は、亡き父親の無念を晴らすためキャバ嬢となり溝江への復讐を目指す。

## 登場人物
柊舞（ひいらぎ まい）
本作の主人公。大規模キャバクラグループの令嬢。バレエのプリマドンナになるのが夢であったが、会社の買収を行った溝江への憎しみ、最愛の父の無念の死をきっかけにキャバ嬢となり、女帝、そして溝江への復讐を目指すことになる。
かつては同級生の謙次と裕司らとストリートダンスユニット「ディーヴァ」を組んで、絶大な人気を誇っていたが上記の事情により解散した。
溝江則章
六本木ヒルズに本社を構えるIT企業「ヴァリュー・クリエイション」の社長。舞の父が経営するキャバクラグループの株の過半数を買占め、経営権を握り会社を支配する。金さえあればなんでも出来ると思っている。
柊淳一郎
大規模キャバクラグループ「柊グループ」の社長。舞を男手ひとつで育てた。会社の経営権を握ったことを知らせに来た溝江のとった無礼な態度に対し殴りかかろうとしたところ突然脳溢血に襲われ倒れ、病院に運ばれたがそのまま無念の死をとげた。
門馬
新宿でショーキャバクラ「ディーヴァ」を経営する。かつては舞の亡き父親の腹心だった。
観月
「ディーヴァ」のナンバーワンキャバ嬢。日に日にナンバーワンの座へと上り詰めていく舞を敵視し、いじめる。
川島竜也
ヤクザ。ある日、舞がストリートギャングにからまれているところを助ける。元高校球児。
謙次
ダンスユニット「ディーヴァ」のメンバーであり、舞の同級生。高校卒業、「ディーヴァ」解散後は大学に進学。
裕司
謙次と同じくダンスユニット「ディーヴァ」メンバーであり、舞の同級生。高校卒業、「ディーヴァ」解散後は実家の不動産業を継ぐ。
おタキさん
柊家のお手伝いさん。母親のいない舞を18年間面倒を見た。
大柴
ショーキャバクラ「ディーヴァ」の店長。

## コミックス
- 第1巻：2006年10月30日、ISBN 4091807895
- 第2巻：2007年04月27日、ISBN 9784091811981
- 第3巻：2007年09月28日、ISBN 9784091814555
- 第4巻：2008年02月04日、ISBN 9784091817150
- 第5巻：2008年06月04日、ISBN 9784091818966

## オリジナルビデオ
2011年6月3日発売（制作：2010年）。

### キャスト（オリジナルビデオ）
- 柊舞 - 折井あゆみ
- 瀬戸早妃
- 緒川凛
- 金剛地武志
- 阿部祐二

### スタッフ（オリジナルビデオ）
- 原作：倉科遼、大石知征『舞姫 〜ディーヴァ〜』（小学館）
- 監督：樫原辰郎
- プロデューサー：井内徳次、新井康司、福富とおる
- 脚本：樫原辰郎、森田ユウスケ
- 撮影：斎藤友克
- 照明：山川邦顕
- 録音：宋晋瑞
- 助監督：品田竜輔
- ヘアメイク：キシコ
- 衣装：EIKI
- スチール：大杉友也
- 制作協力：フリューション
- 製作：テンダープロ

## 舞台
2022年に原作者・倉科遼の製作総指揮により舞台化がされた。当初1月の公演が予定されていたが、開幕直前にコロナ禍により延期となったのち、同年7月6日から10日まで六行会ホールを会場として上演された。出演者の一部はAチームとBチームに分かれたダブルキャストになっている。演出は山口篤司、脚本は倉科遼とペ☆ヤングが担当。
倉科はキャバクラを運営するレジャラースの会長・新冨宏と10年来の交流があり、「ショーのあるキャバクラの灯を消してはならない」と、レジャラース傘下で新宿歌舞伎町にある実在のキャバクラ・蘭〇（）をモデルに、原作を全面的に書き直して脚本化したという。

### キャスト（舞台）
- 柊舞 - 倉田瑠夏
- 橘観月 - 兵藤美帆
- 白石莉乃 - 中野郁海
- 上原真央 - 水嶋ミナ
- 水沢樹里 - 可知杏奈
- 麻宮蘭 - 澤田美蘭[注釈 2]
- 浅倉美貴 - 工藤成珠
- 杉本和香 - 佐野愛花

| - 山口篤司 - 阿部昌広 - 大和龍之介 - 松田侑子 - 萩原謙太 - 澤田和哉 - 岡田幸治 - 中山佳大 - 平塚うどん - 西田和政 - 有馬拓海 - 上野鷹斗 - 鈴木悠太 - 日浦優 - 橋爪亮磨 - 上原徹也 - 小川拓也 - 新田拓也 |  | - 小川智弘 - 宮里拓朗 - 松本純樹 - 南月蓮 - 福本悠将 - KoMaKi - 藤井眞人 - 高木礼文 - 奥原ひとみ - 小夏笑美 - 反保みずほ - 上地唯加 - 花咲こまり - 中村乃亜 - 大澤洸香 - 大山真由佳 - 朝野さく - 関谷朋の花 |